# Canillas de Río Tuerto
Canillas de Río Tuerto tỉnh và cộng đồng tự trị La Rioja, phía bắc Tây Ban Nha. Đô thị này có diện tích là 3,6 ki-lô-mét vuông, dân số năm 2009 là 46 người với mật độ 12,78 người/km². Đô thị này có cự ly 40 km so với Logroño.